# Такуу
Такуу (англ. Takuu Atoll, ток-писин Takuu) — небольшой изолированный атолл, расположенный к востоку от острова Бугенвиль, Папуа — Новая Гвинея.
Такуу находится в 250 км к северо-востоку от Киэты, административного центра Бугенвиля. Атолл состоит приблизительно из 13 коралловых островков на востоке и одного островка в западной части.
На островах атолла проживает порядка 400 жителей полинезийского происхождения, говорящих на такуусском языке. Основное занятие населения — сельское хозяйство и рыболовство. Доля сельского хозяйства в последние годы снижается из-за загрязнения пресной воды морской.